# There Is a Garden

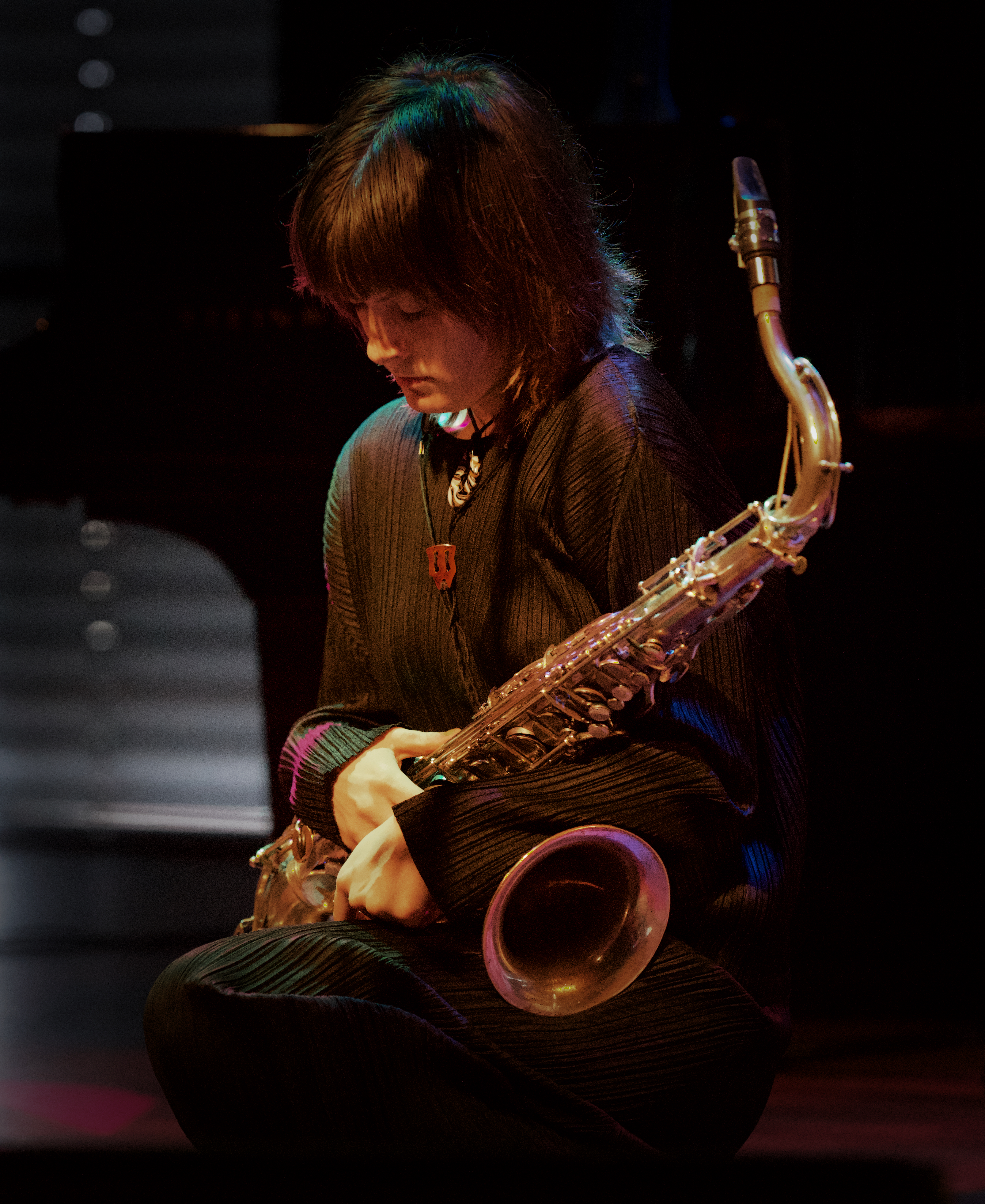
Zoh Amba (2024)

There Is a Garden ist ein Musikalbum des Quartetts Beings um Zoh Amba. Die wohl 2023 im Studio Figure 8 Recording, Brooklyn, entstandenen Aufnahmen erschienen am 7. Juni 2024 auf dem Label No Quarter.

## Hintergrund
Beings ist eine Gruppe mit der Saxophonistin Zoh Amba, – die hier auch Piano und Gitarre spielt und singt – mit dem E-Gitarristen Steve Gunn, dem Multiinstrumentalisten Shahzad Ismaily und dem Schlagzeuger Jim White. Nachdem sich Zoh Amba und Shahzad Ismaily, der sonst unter anderem mit Laurie Anderson, Bill Frisell und Marc Ribot spielt, 2022 während der ersten Monheim Triennale kennengelernt hatten, beschlossen sie, ein gemeinsames Bandprojekt zu gründen.
Der Gitarrist Steve Gunn hat mit Kurt Vile und Mary Lattimore zusammengearbeitet und bezieht seine Einflüsse aus so unterschiedlichen Quellen wie La Monte Young und dem amerikanischen Primitivismus. Der Kontrabassist Shazad Ismaily hat mit Künstlern wie Yoko Ono, Tom Waits, Bonnie „Prince“ Billy und Laurie Anderson zusammengearbeitet und der Schlagzeuger Jim White gilt als einer der gefragtesten Musiker der Szene, notierte Thomas Blake. Das gemeinsame Album There Is a Garden entstand in Ismailys Studio Figure 8 in Prospect Heights nach kompositorischen Entwürfen von Amba. Sie verfasste auch die Lyrics für das Album, die von ihrer Kindheit in Tennessee handeln, als sie heimlich zwischen Bäumen Saxophon übte, weil ihre Mutter das nicht wollte.

## Titelliste
- Beings: There Is a Garden (No Quarter)[3]

1. Small Vows 3:35
2. Flowers That Talk 3:43
3. God Dances in Your Eyes0 6:47
4. In the Garden 1:04
5. Face of Silence 4:06
6. Sun Greeted 2:39
7. Happy to Be 6:29
8. Morning Sea 1:53
9. Do Come Again 6:33

Die Kompositionen stammen von Zoh Amba, Steve Gunn, Shahzad Ismaily und Jim White.

## Rezeption

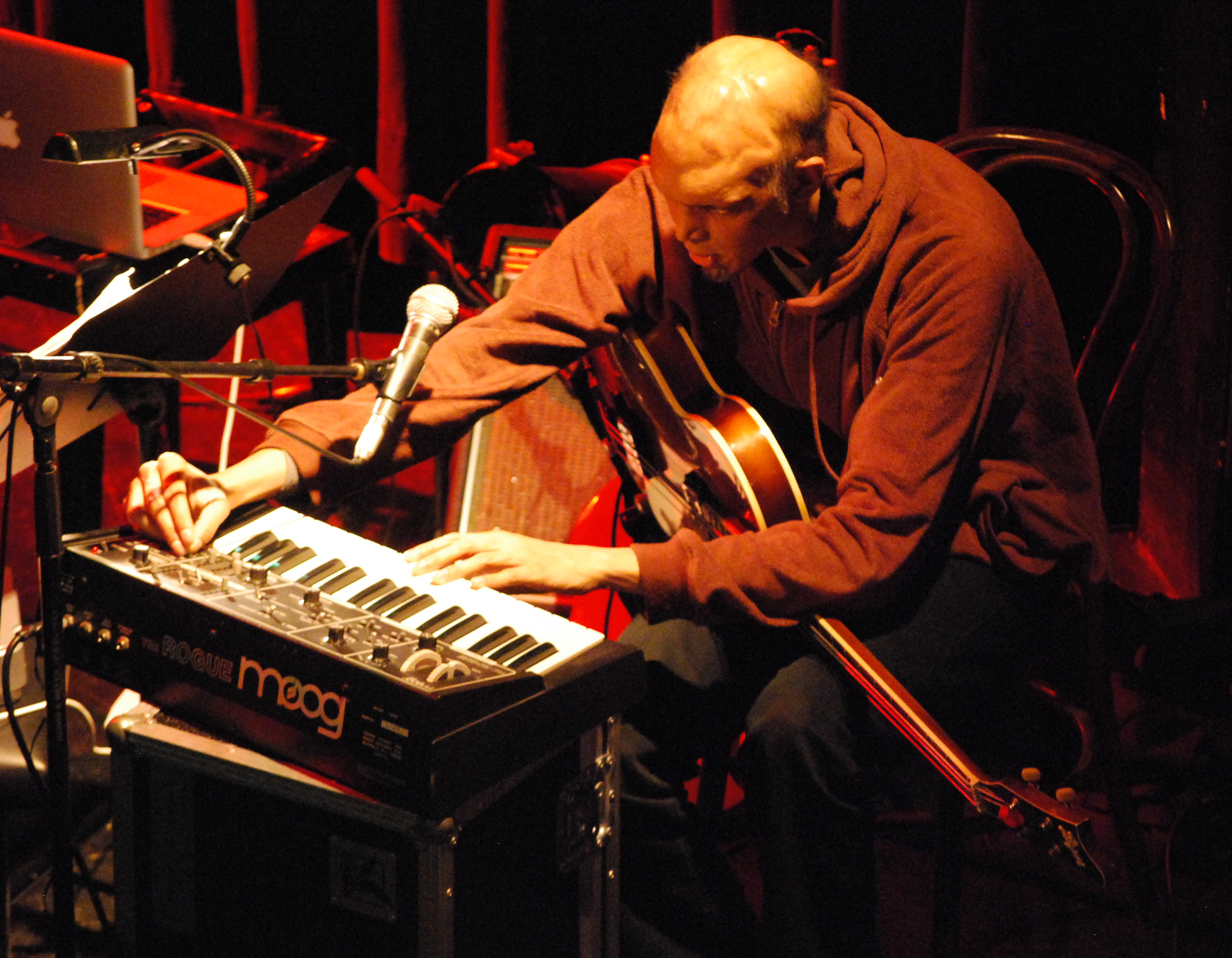
Shahzad Ismaily bei einem Konzert mit Marc Ribot und Ceramic Dog, Innsbruck 2009

Die besten Kooperationen klingen oft wie glückliche Zufälle, und dies sei sicherlich der Fall bei Beings, vier Musikern, die sich im Wesentlichen zur richtigen Zeit am richtigen Ort gefunden haben, schrieb Thomas Blake (KLOF Mag). Es dürfte keine Überraschung sein, dass There Is a Garden ein großartiges Werk ist. Wie sich herausstellt, sei es besser als das: Die Art und Weise, wie diese vier zusammenarbeiten, würde wahnsinnig gut klingen, und sie aus dem Idiom des experimentellen Jazz etwas Zugängliches und musikalisch Atemberaubendes schaffen. Manchmal höre man auch die Einflüsse der Vergangenheit: Es würden Elemente des Krautrocks, der Captain Beefheart Magic Band oder des 1990er-Jahre-Post-Rock auftauchen, aber es gebe hier kein Rumnudeln und kein Baden im Glanz der Nostalgie; keine Sekunde werde verschwendet. Das sei atemberaubender, wunderschöner Free Jazz mit einer ungewöhnlich sonnigen und entgegenkommenden Ausstrahlung.
Zoh Amba habe sich in der New Yorker Avantgarde-Jazzszene ziemlich schnell einen Namen gemacht, schrieb Phil Freeman (Ugly Beauty/Stereogum). Ihr Stil sei roh, aber diszipliniert, und sie besitze ihre eigene Stimme. Im Vergleich zu einigen jungen Free-Jazz-Spielern habe Amba ihre eigenen Ideen und der klirrende Post-Sonic-Youth-Rock von Beings sei für sie ein hervorragender Kontext. Gunns knirschende Gitarre, Ismailys dubartiger Bass und Whites schepperndes Punk-Jazz-Schlagzeug würden wunderbar für sich funktionieren; Ambas Saxofonsolos sind dabei ein Bonus.
Beings hätten den Klang geschaffen, den man im Kopf haben möchte, wenn man „an einem Frühlingssonntag durch die Straßen von Brooklyn gehen“ [sollte]: „selbstbewusst, komplex und ortsverbunden“, schrieb Tom Bolton im The Quietus. Ihre Musik mache keine Kompromisse und würdige niemanden herab, sondern heiße alle willkommen, die zuhören wollen. There Is a Garden sei ein äußerst gelungenes Album, das das Live-Spiel der Beings so gut einfange, dass es klingt, „als würden sie es gerade jetzt in Ihrem Kopf aufnehmen“. Ihr erstes Album sei geprägt von entspannten Klangexperimenten, einer lockeren Improvisations-/Jazz-/Psych-Musik, die sich offen, inklusiv und manchmal transzendental anhöre.
Tom Hull ist der Ansicht, dass er Steve Gunn nie als Jazzmusiker gesehen habe, doch das müsse er auch nicht sein, wenn er Ambas Saxophon oder Klavier begleite. Anna wiederum habe Charles Gayle sogar noch mehr zu verdanken als ihr Saxophon. aber wenn sie singe, würde sie eine an Velvet Underground erinnernde Atmosphäre ausstrahlen, als ob sie Moe Tucker sein könnte. Dies sei kein Versuch eines Fusion-Albums hier, es drücke nur Vielfältigkeit aus.